# Ђорђије Црнчевић
Ђорђије Црнчевић (1941—2013) је био српски вајар.

## Биографија
Рођен је 1941. године у Дупилу. Дипломирао је вајарство на Факултету ликовних уметности Универзитета уметности у Београду и завршио је постдипломске студије у Београду. Током студија је путовао у Париз и Беч. Био је члан Удружења ликовних уметника Србије од 1968. Самостално је излагао цртеже у Београду 1970. и 1973. и Ивањици 1970. године. Излагао је на групним изложбама Октобарског салона 1967—1975, изложби „Војници ликовни уметници” у Београду 1967, изложбама УЛУС-а од 1968, Ликовним сусретима у Суботици, изложби колоније у Ивањици, изложби Уметничке колоније Ечка 1970, изложбама „Простор” 1970—1976, изложби „Графика београдског круга” од 1970, изложби поводом тридесет година УЛУС-а 1975. године и другим. Добитник је награде Фонда „Сретен Стојановић” 1968, награде колоније Ивањица и награде Уметничке колоније Ечка 1970. Црнчевићева дела се налазе у Народном музеју Крагујевца, Уметничкој колонији Ечке и Дому војске у Београду. Преминуо је јануара 2013. године у Београду.